# Oxyepoecus quadratus
Oxyepoecus quadratus is een mierensoort uit de onderfamilie van de Myrmicinae. De wetenschappelijke naam van de soort is voor het eerst geldig gepubliceerd in 2004 door Albuquerque & Brandão.